# Mesodonte
Il termine mesodonte si riferisce a un tipo di dentatura degli animali. Nei mammiferi, la dentatura mesodonte è caratterizzata da molari e premolari a corona di altezza media, né ipsodonte (a corona alta) né brachidonte (a corona bassa). Il nome deriva dal greco brachy, "corto" e odous-odontos, "dente".